# Matt Neal
Matthew Neal (20 de diciembre de 1966, Birmingham, Inglaterra, Reino Unido) es un piloto de automovilismo de velocidad británico. Se ha destacado en el Campeonato Británico de Turismos, en el que obtuvo tres títulos en 2005, 2006 y 2011, y resultó quinto o mejor en cada temporada entre 2002 y 2013, acumulando un total de 54 victorias. Sus éxitos los consiguió con las marcas Honda y Vauxhall, aunque anteriormente pilotó para otras marcas.

## Carrera deportiva
Neal se inició en el automovilismo en 1988, al disputar copas monomarca y multimarca de turismos. Debutó en el Campeonato Británico de Turismos en 1991, cuando disputó tres fechas en un BMW M3. Luego corrió para Team Dynamics, el equipo de su padre Steve Neal; primero lo hizo en un BMW M3 y luego en un BMW Serie 3. El piloto finalizó 16.º en 1992 y 21.º en 1993, en este segundo caso como mejor piloto particular. En 1994 se unió al equipo oficial de Mazda, pero disputó únicamente tres fechas.
Neal retornó a Team Dynamics en 1995, ahora en un Ford Mondeo. Ese año puntuó en dos carreras y terminó 21.º, con lo cual fue campeón de particulares. En 1996 logró un único punto, que lo dejó 22.º en el clasificador final. El equipo cambió del Ford Mondeo al Nissan Primera a mitad de la temporada 1997, pero Neal no puntuó en ninguna carrera.
En 1998, Neal pilotó un Nissan Primera comprado al equipo oficial. Llegó a la zona de puntos en 9 carreras de 26, incluyendo tres arribos en quinto lugar, por lo que quedó 13.º en el campeonato. Su victoria en la segunda manga de Donington 1 en 1999 fue la primera de in particular en la era moderna del certamen. Luego sumó tres podios más y puntuó en 20 carreras de 26 de manera que quedó noveno absoluto y obtuvo nuevamente el título de mejor piloto particular. En 2000, su último año en Dynamics, logró una victoria, subió al podio cinco veces y puntuó en todas excepto tres carreras. Así, resultó octavo en la tabla general y campeón de particulares por cuarta vez.
El británico disputó la primera fecha del Campeonato Británico de Turismos 2001 en un Peugeot 406 oficial, tras lo cual se quedó sin patrocinadores y dejó el equipo. A continuación, disputó el Campeonato Europeo de Turismos en un Nissan Primera de Team Dynamics, donde logró una victoria, cinco podios y la 14.º colocación final.
En 2002, Neal retornó al Campeonato Británico de Turismos de la mano de egg:sport, el equipo satélite de Triple Eight, quien representaba oficialmente a Vauxhall. Cosechó tres victorias, ocho podios y resultó tercero en el torneo, detrás de los pilotos oficial de Vauxhall, James Thompson e Yvan Muller.
Neal ingresó en 2003 al equipo Arena para pilotar un Honda Civic oficial. Logró seis victorias pero un solo podio adicional, de manera que debió conformarse nuevamente con la tercera colocación final detrás de Muller y Thompson de Vauxhall.
Team Dynamics contrató a Neal para la temporada 2004, donde siguió al volante de un Honda Civic pero ahora sin apoyo oficial. De las 30 carreras, ganó tres y subió al podio en nueve. Como consecuencia, finalizó quinto detrás de Thompson, Muller, Jason Plato de SEAT Sport y Anthony Reid de West Surrey. Ante el retiro de la mayor parte de los equipos fuertes, Neal obtuvo el campeonato 2005 con su Honda Integra al obtener seis victorias y 20 podios en 30 carreras, derrotando así a Muller (Vauxhall), su compañero de equipo Dan Eaves y Plato (Seat). En 2006, sumó ocho triunfos y 17 podios, que le significaron obtener su segundo campeonato, esta vez ante Plato y Colin Turkington.
2007 fue un año menos alentador: con el nuevo Honda Civic consiguió apenas una victoria y diez podios que lo dejaron en cuarto lugar, lejos de la lucha por el título entre Fabrizio Giovanardi y Plato, los pilotos número 1 de Vauxhall y Seat. Neal dejó el equipo de su padre en 2008 y se convirtió en uno de los tres pilotos oficiales de Vauxhall. Con su Vauxhall Vectra, ganó una única vez y subió al podio en nueve carreras de 30, de manera que terminó el año en quinto lugar. En 2009 consiguió resultados similares, excepto que finalizó cuarto a gran distancia de Turkington (West Surrey), Plato (RML) y Giovanardi.
Así, Neal volvió una vez más a Team Dynamics en 2010 a pilotar un Honda Civic, esta vez con apoyo oficial. Fue vencedor en cinco carreras y sumó 13 podios en 30 carreras, con lo que terminó segundo en el certamen derrotado por Plato. En 2011, Neal obtuvo siete triunfos y 13 podios, con lo cual terminó por delante de su compañero de equipo Gordon Shedden y de Plato y consiguió su tercera corona.
Neal siguió en Team Dynamics en 2012, en un Honda Civic oficial de nueva generación. Ganó cinco carreras y subió al podio en 13 de 30 en 2012, resultando así subcampeón. En 2013, el piloto acumuló cuatro victorias y 12 podios en 30 carreras, por lo que se ubicó cuarto en la tabla general.
Al volante del nuevo Honda Civic Tourer oficial en 2014, Neal tuvo su peor temporada en más de una década. Obtuvo solamente una victoria, seis podios y diez top 10 en 30 carreras, por lo que quedó relegado a la octava colocación final. En 2015 con un Honda CIvic hatchback, el piloto logró tres victorias, siete podios y 13 top 5 en 30 carreras. Por tanto, culminó tercero en el campeonato, por detrás de Shedden y Plato.